# デンキウナギ
デンキウナギ（電気鰻、英：Electric eels）は、デンキウナギ目ギュムノートゥス科デンキウナギ属に分類される魚類の総称、もしくはそのうちの1種Electrophorus electricusの和名。南アメリカ大陸北部アマゾン川、オリノコ川両水系に分布する大型魚で、熱帯淡水魚に分類される。最大860ボルトにもなる強力な電気を発生させて獲物を気絶させて狩りを行う強電気魚の1種として知られている。その電気魚としての形質は1775年に初めて研究対象となり、その後の1800年の電池の発明にも繋がった。本項では、デンキウナギ属（学名：Electrophorus）に分類される1属3種の魚類全般について扱う。
「ウナギ (eel)」の名が付いているが、ウナギ目（Anguilliformes）との直接的な関係は無く、むしろナマズの仲間に近い。2019年にデンキウナギ種が3種に分割されるまで、デンキウナギ属にはElectrophorus electricus（デンキウナギ）のみが単独で属していた。
夜行性で、空気呼吸を行う。視力は乏しいが、代わりに電気定位により補われている。食性は肉食で、他の魚類、カエル、小型哺乳類、昆虫などを食べる。オスはメスより大型。寿命は長く、捕獲された個体の中には20歳以上のものもあった。

## 系統と進化

### 分類史
1766年にカール・リンネは、当時南アメリカで行われていたヨーロッパ人による現地調査や、ヨーロッパに移送されてきた標本資料に基づいて、こんにちElectrophorus electricus（デンキウナギ）と定義されている種について記載を行った。このとき彼は、同種をGymnotus electricusと名付け、Gymnotus carapo（こんにちのバンデッド・ナイフフィッシュ）と同じ属に分類し、また、同種がスリナムの淡水で生息していたこと、痛みを伴うショックを引き起こすこと、そして頭部に小さな穴があることも記録した。
1864年、セオドア・ジルはデンキウナギを従来の属から独立させ、新設した属であるElectrophorusに分類し直した。新たな属名は、ギリシア語のήλεκτρον（ḗlektron、「（静電気を生み出す）琥珀」の意）とφέρω（phérō、「運ぶ」の意）に由来するもので、合わせて「電気を運ぶ者」という意である。さらにジルは1872年、デンキウナギは独立した科に属するだけの特性を持っていると結論付けた。その後1998年、ジェームズ・S・アルバートとカンポス・ダ・パズは、デンキウナギ属をギュムノートゥス属が属するギュムノートゥス科に分類するべきとした。2017年にはC・J・フェラーリの研究チームも同様の結論を出している。
2019年、C・デビッド・デ・サンタナのチームは、従来1つの種であったElectrophorus electricusを、DNA分岐や生態、生息地、電気的形質などの差異に基づいて、Electrophorus electricus（従来より狭義の種として）、Electrophorus varii（新種）、そしてElectrophorus voltai（新種）の3種に分割・再定義した。

### 系統樹
デンキウナギ属は、デンキウナギ目の中で強電気魚の分岐群を構成している。名称に「ウナギ」と付いているが、ウナギ目（Anguilliformes）と近縁であるわけではない。現在のデンキウナギ属の系統は、中生代白亜紀のある時点で、姉妹属であるギュムノートゥス属から分岐したと推定されている。ほとんどのデンキウナギ目の魚は、弱い発電能力を持ち、活発に電気定位を行うが、獲物を気絶させるほどの電力は有していない 。
以下の図は、ミトコンドリアDNAを分析することによって得られた、デンキウナギ目に分類される魚とその関連種の系統樹である。黄色の稲妻マーク  が与えられている種は弱い電気で電気定位を行う種、赤色の稲妻マーク  が与えられている種は獲物に強い電気ショックを与えて狩りを行う種である。
|  | Hypopomidae      |
|  |                  |
|  | Rhamphichthyidae |
|  |                  |

|  | Gymnotus                        |
|  |                                 |
|  | Electrophorus（デンキウナギ属） |
|  |                                 |

|  | Hypopomidae      |
|  |                  |
|  | Rhamphichthyidae |
|  |                  |

|  | Gymnotus                        |
|  |                                 |
|  | Electrophorus（デンキウナギ属） |
|  |                                 |

|  | Hypopomidae      |
|  |                  |
|  | Rhamphichthyidae |
|  |                  |

|  | Gymnotus                        |
|  |                                 |
|  | Electrophorus（デンキウナギ属） |
|  |                                 |

|  | Hypopomidae      |
|  |                  |
|  | Rhamphichthyidae |
|  |                  |

|  | Gymnotus                        |
|  |                                 |
|  | Electrophorus（デンキウナギ属） |
|  |                                 |

|  | Hypopomidae      |
|  |                  |
|  | Rhamphichthyidae |
|  |                  |

|  | Gymnotus                        |
|  |                                 |
|  | Electrophorus（デンキウナギ属） |
|  |                                 |

|  | Hypopomidae      |
|  |                  |
|  | Rhamphichthyidae |
|  |                  |

|  | Gymnotus                        |
|  |                                 |
|  | Electrophorus（デンキウナギ属） |
|  |                                 |

|  | Hypopomidae      |
|  |                  |
|  | Rhamphichthyidae |
|  |                  |

|  | Gymnotus                        |
|  |                                 |
|  | Electrophorus（デンキウナギ属） |
|  |                                 |

|  | Hypopomidae      |
|  |                  |
|  | Rhamphichthyidae |
|  |                  |

|  | Gymnotus                        |
|  |                                 |
|  | Electrophorus（デンキウナギ属） |
|  |                                 |

|  | Hypopomidae      |
|  |                  |
|  | Rhamphichthyidae |
|  |                  |

|  | Gymnotus                        |
|  |                                 |
|  | Electrophorus（デンキウナギ属） |
|  |                                 |

|  | Hypopomidae      |
|  |                  |
|  | Rhamphichthyidae |
|  |                  |

|  | Gymnotus                        |
|  |                                 |
|  | Electrophorus（デンキウナギ属） |
|  |                                 |

|  | Hypopomidae      |
|  |                  |
|  | Rhamphichthyidae |
|  |                  |

|  | Gymnotus                        |
|  |                                 |
|  | Electrophorus（デンキウナギ属） |
|  |                                 |

|  | Hypopomidae      |
|  |                  |
|  | Rhamphichthyidae |
|  |                  |

|  | Gymnotus                        |
|  |                                 |
|  | Electrophorus（デンキウナギ属） |
|  |                                 |

|  | Hypopomidae      |
|  |                  |
|  | Rhamphichthyidae |
|  |                  |

|  | Gymnotus                        |
|  |                                 |
|  | Electrophorus（デンキウナギ属） |
|  |                                 |

|  | Hypopomidae      |
|  |                  |
|  | Rhamphichthyidae |
|  |                  |

|  | Gymnotus                        |
|  |                                 |
|  | Electrophorus（デンキウナギ属） |
|  |                                 |

|  | Hypopomidae      |
|  |                  |
|  | Rhamphichthyidae |
|  |                  |

|  | Gymnotus                        |
|  |                                 |
|  | Electrophorus（デンキウナギ属） |
|  |                                 |

|  | Hypopomidae      |
|  |                  |
|  | Rhamphichthyidae |
|  |                  |

|  | Gymnotus                        |
|  |                                 |
|  | Electrophorus（デンキウナギ属） |
|  |                                 |

|  | Hypopomidae      |
|  |                  |
|  | Rhamphichthyidae |
|  |                  |

|  | Gymnotus                        |
|  |                                 |
|  | Electrophorus（デンキウナギ属） |
|  |                                 |

|  | Hypopomidae      |
|  |                  |
|  | Rhamphichthyidae |
|  |                  |

|  | Gymnotus                        |
|  |                                 |
|  | Electrophorus（デンキウナギ属） |
|  |                                 |

|  | Hypopomidae      |
|  |                  |
|  | Rhamphichthyidae |
|  |                  |

|  | Gymnotus                        |
|  |                                 |
|  | Electrophorus（デンキウナギ属） |
|  |                                 |

|  | Hypopomidae      |
|  |                  |
|  | Rhamphichthyidae |
|  |                  |

|  | Gymnotus                        |
|  |                                 |
|  | Electrophorus（デンキウナギ属） |
|  |                                 |

|  | Hypopomidae      |
|  |                  |
|  | Rhamphichthyidae |
|  |                  |

|  | Gymnotus                        |
|  |                                 |
|  | Electrophorus（デンキウナギ属） |
|  |                                 |

|  | Hypopomidae      |
|  |                  |
|  | Rhamphichthyidae |
|  |                  |

|  | Gymnotus                        |
|  |                                 |
|  | Electrophorus（デンキウナギ属） |
|  |                                 |

|  | Hypopomidae      |
|  |                  |
|  | Rhamphichthyidae |
|  |                  |

|  | Gymnotus                        |
|  |                                 |
|  | Electrophorus（デンキウナギ属） |
|  |                                 |

|  | Hypopomidae      |
|  |                  |
|  | Rhamphichthyidae |
|  |                  |

|  | Gymnotus                        |
|  |                                 |
|  | Electrophorus（デンキウナギ属） |
|  |                                 |

|  | Hypopomidae      |
|  |                  |
|  | Rhamphichthyidae |
|  |                  |

|  | Gymnotus                        |
|  |                                 |
|  | Electrophorus（デンキウナギ属） |
|  |                                 |

|  | Hypopomidae      |
|  |                  |
|  | Rhamphichthyidae |
|  |                  |

|  | Gymnotus                        |
|  |                                 |
|  | Electrophorus（デンキウナギ属） |
|  |                                 |

|  | Hypopomidae      |
|  |                  |
|  | Rhamphichthyidae |
|  |                  |

|  | Gymnotus                        |
|  |                                 |
|  | Electrophorus（デンキウナギ属） |
|  |                                 |

|  | Hypopomidae      |
|  |                  |
|  | Rhamphichthyidae |
|  |                  |

|  | Gymnotus                        |
|  |                                 |
|  | Electrophorus（デンキウナギ属） |
|  |                                 |

|  | Hypopomidae      |
|  |                  |
|  | Rhamphichthyidae |
|  |                  |

|  | Gymnotus                        |
|  |                                 |
|  | Electrophorus（デンキウナギ属） |
|  |                                 |

|  | Hypopomidae      |
|  |                  |
|  | Rhamphichthyidae |
|  |                  |

|  | Gymnotus                        |
|  |                                 |
|  | Electrophorus（デンキウナギ属） |
|  |                                 |

|  | Hypopomidae      |
|  |                  |
|  | Rhamphichthyidae |
|  |                  |

|  | Gymnotus                        |
|  |                                 |
|  | Electrophorus（デンキウナギ属） |
|  |                                 |

|  | Hypopomidae      |
|  |                  |
|  | Rhamphichthyidae |
|  |                  |

|  | Gymnotus                        |
|  |                                 |
|  | Electrophorus（デンキウナギ属） |
|  |                                 |

### 下位分類
デンキウナギ属には以下の3つの種が属しているが、外見に大きな差異は無い。
- Electrophorus electricus（デンキウナギ） - タイプ種。U字型の頭部に平らな頭蓋骨と擬鎖骨を持つ。最大電圧は480ボルトほどで、3種の中では最も弱い[13]。
- Electrophorus voltai - デンキウナギ属内に留まらず、自然界の中でも最も強力な生体発電能力を有し、生じさせられる電圧は860ボルトにも上る。E. electricusと同様に平らな頭蓋骨と擬鎖骨を持つが、頭部は卵形に近い形状をしている[13]。
- Electrophorus varii - 他の2種と異なり、頭蓋骨は厚く、頭部の形状はさまざまである。最大電圧は572ボルトほど[13]。

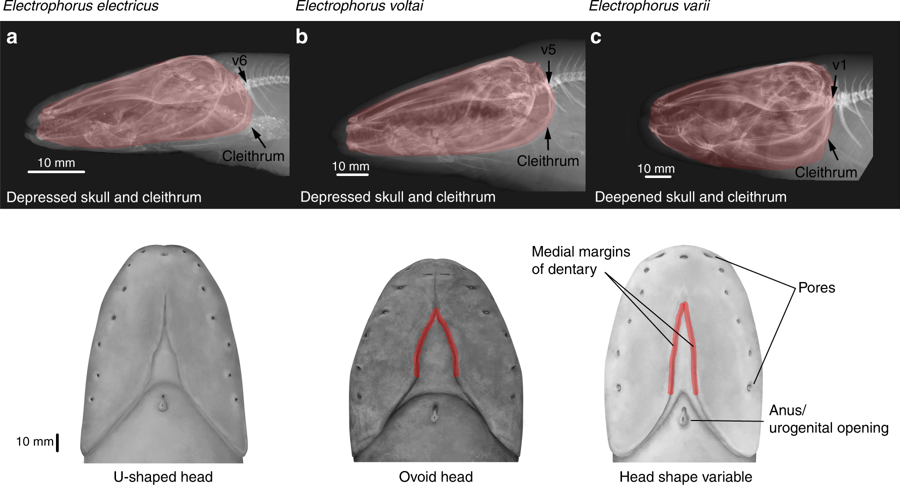
デンキウナギ属に分類される3種、それぞれ左から、、の頭部の形状の差異。

E. variiは中新世後期の710万年前ごろに、E. electricusとE. voltaiは鮮新世中期の360万年前ごろにそれぞれ分岐したと推定されている。

## 分布と生態
3種は南アメリカ北部にほとんど互いに重複せずに分布している。E. electricusは全体的に分布地はギアナ楯状地のオリノコ川水系周辺に収束している一方、E. voltaiはその南側のブラジル楯状地の北部にわたって広く分布している。この2種が高原の水域に生息している一方、E. variiは両者の分布地の間の、比較的低地である草地や渓谷、湖沼に渡る広範囲に分布している。E. variiの生息地は変化に富み、雨季と乾季とでは水位が大きく変化する。3種はすべて濁りの多い河川の川底や沼地に生息し、深部の日陰の環境を好む。空気呼吸を行うために水面まで泳げるように、酸素濃度の低い環境でも耐えられるようになっている。

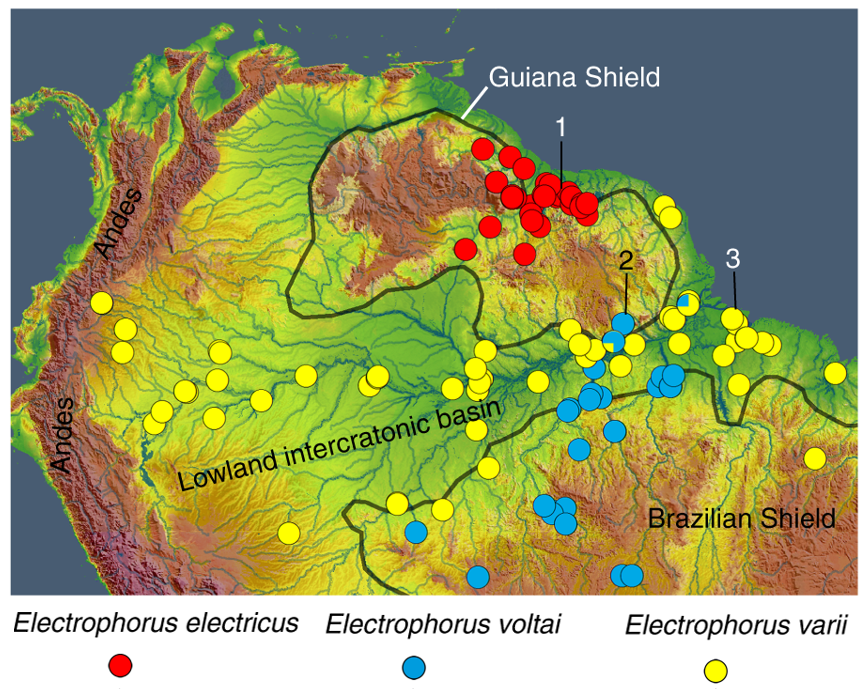
南アメリカ大陸北部におけるデンキウナギ属1属3種の分布図。赤がE. electricus、青がE. voltai、黄がE. varii。

デンキウナギ属のほとんどは夜行性で、昼間は物陰や泥底に潜み、夜になると動きだして主に小魚や小型哺乳類を捕食する。E. voltaiは主にMegalechis thoracataなどの魚類を餌とする。標本の胃からはアシナシイモリやTyphlonectes compressicaudaが検出されており、これは同種がアシナシイモリらの表皮の毒に耐性があることを示唆するものとなっている。また、E. voltaiは群れで狩りをし、テトラの群れを複数匹で襲う様子が観察されている。E. variiも魚食で、主にカリクティス科（Callichthyidae）やカワスズメ科（Cichlidae）の魚類を捕食する。

## 形態

### 基本的な構造

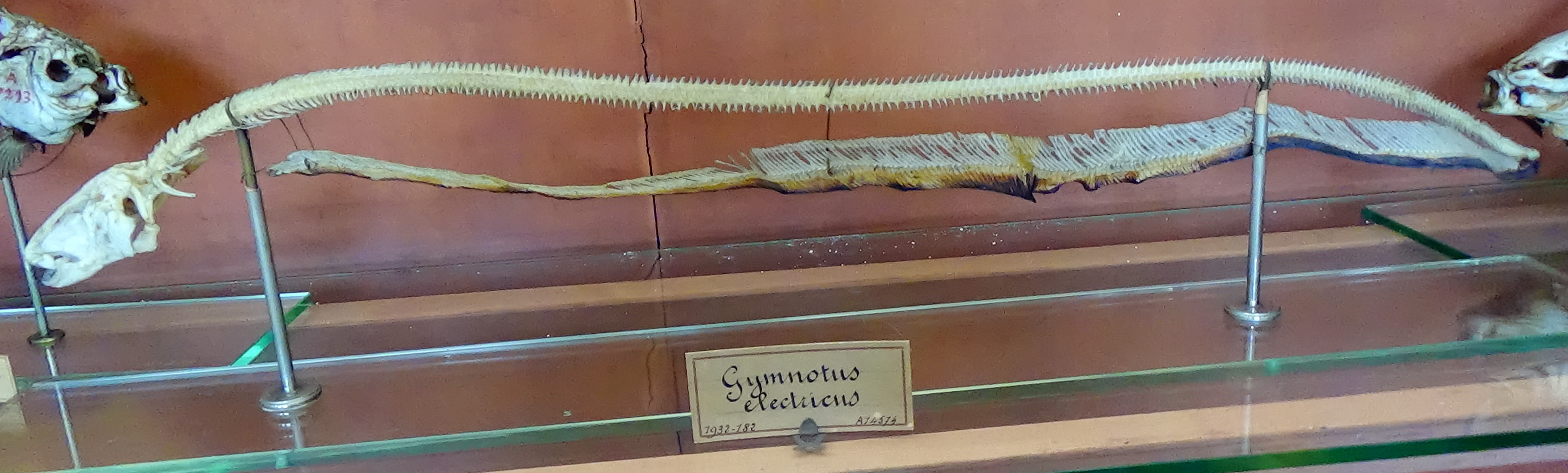
デンキウナギの骨格。長い背骨を持っていることが分かる。下にあるのは鰭条。

デンキウナギ属は長く恰幅のあるウナギに似た体をしており、前方部はやや円筒形の形状をしているが、尾ひれに向かうにつれて胴体は平らになっていく。E. electricusは大きい個体で全長2メートル、体重は20キログラムにまで達し、デンキウナギ目の魚では最大種である。口は鼻の前にあり、上を向いている。皮膚は滑らかで厚く、全体的に黒色から褐色、下腹部は黄色から赤色の色をしていて、鱗は無い。胸びれ先端には小さな骨が放射状に8つ付いている。他のギュムノートゥス科の魚は最大でも51個なのに対し、デンキウナギ属は100個以上もの尾前椎骨を持っており、椎骨全体ではその個数は300個を超え得るとされている。尾びれと尻ひれとの間に明確な境界は無い。尻びれは下側の体長の大部分にわたって付いており、鰭条の数は400以上を数える。デンキウナギ属は、存在しない背びれの代わりに、その長い尻びれを波打つように動かして、水中を進む 。
デンキウナギ属は、口腔を使用して空気呼吸を行うことによって、体内に大部分の酸素を取り入れている。これによって、河川や湖沼、プールなど、酸素濃度が大きく異なる場所でも生息することができるようになっている:719–720。また、ギュムノートゥス科の中では独特で、口腔内はしわ状の粘膜で覆われており、そこに血管が通っているため、口腔内で直接気体交換を行うことも可能になっている。呼吸は約2分ごとに行われ、口から空気を取り込むと同時に、鰓ぶたから空気を排出している。空気呼吸を行う魚は他にも存在するが、空気を取り込むときに鰓ぶたを使わないのは、鰓が小さいデンキウナギ属独特の性質である。合成された二酸化炭素の大部分は皮膚から排出される。皮膚が乾燥していなければ、デンキウナギ属は陸上でも数時間は生存し続けられる。
デンキウナギ属は目が小さく、視力も弱い。聴力は、ウェーバー器官によって司られている。全長の前半部20パーセントに動物としての重要な器官が集中しており、電気器官とは隔離された構造になっている。肛門も頭部側の鰓の下に位置し、その後ろは全て電気器官である。

### 電気発生の仕組み

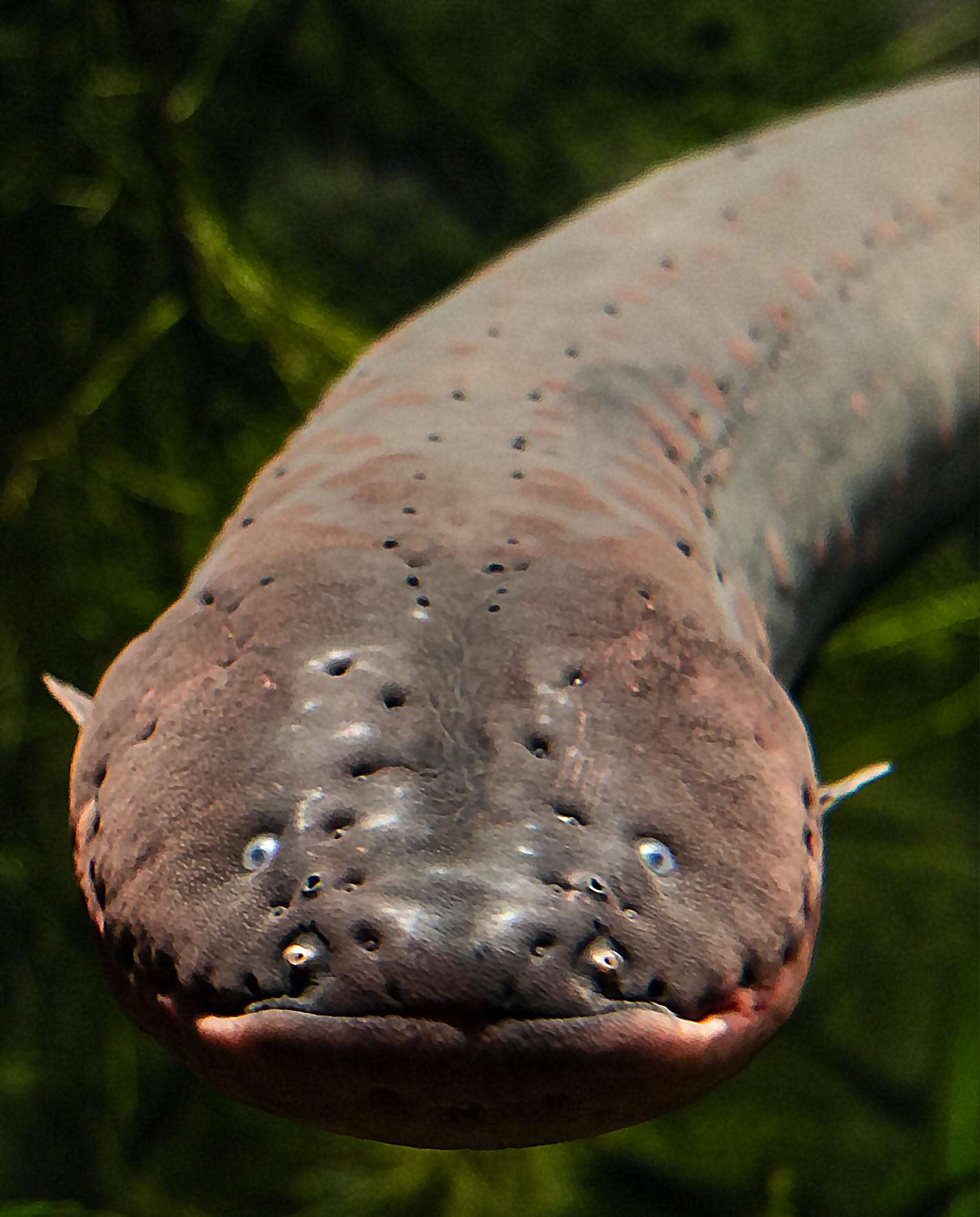
側線管に繋がる穴は、頭部と胴体の上部と側面とに列をなして並んでいる。側線管は、機械感覚性受容体と電気受容体とを兼ねている。

デンキウナギ属の魚類は、頭部の側線器官から発達した電気受容体を使用して、獲物の位置を電気定位する。側線自体は機械感覚性の器官で、近くの動物の動きを水の動きを介して察知することができる。側線管は皮膚の下にあり、表皮に斑点状に分布している小さな穴の連なりに沿って存在している。この高度な感受性を持つ器官を用いて、デンキウナギは獲物を狩っている。

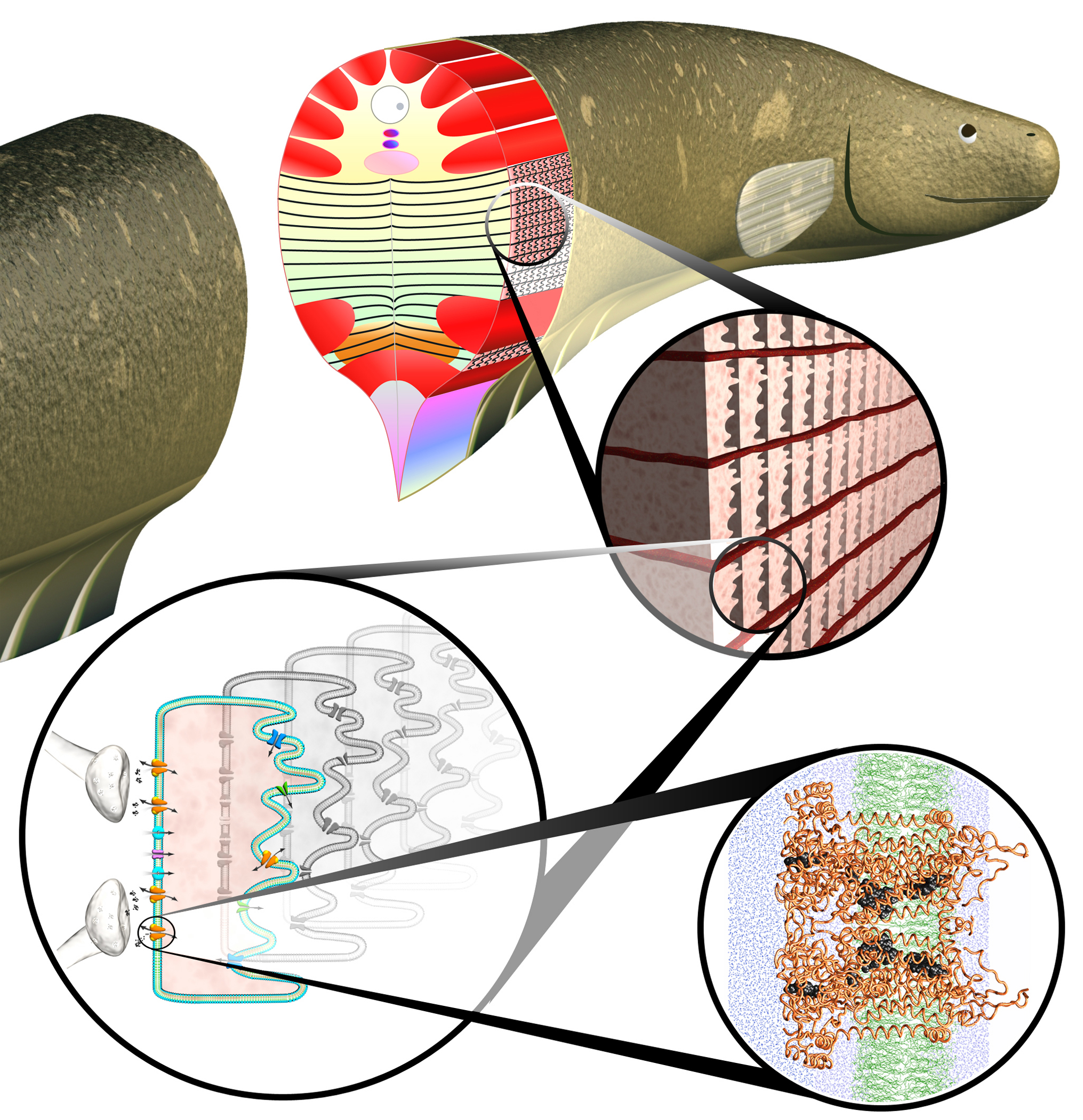
デンキウナギの組織解剖図
右上拡大図 - 電気器官を司る電気細胞の組織。
左下拡大図 - 個々の電気細胞の細胞膜、およびイオンチャンネルとイオンポンプ。神経細胞の軸索終末から神経伝達物質が放出され、電気活動が引き起こされる。
右下拡大図 - イオンチャンネル内の鎖状タンパク質。

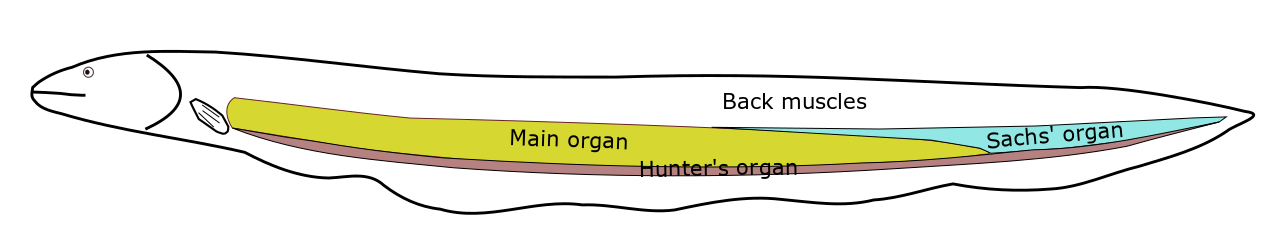
デンキウナギの3つの電気器官、すなわち主器官（黄色）、ハンター器官（褐色）、サックス器官（水色）それぞれの位置。

デンキウナギの電気器官は主器官、ハンター器官、そしてサックス器官とからなる。これらの器官の働きにより、デンキウナギは高電圧と低電圧との二種類の強さの電気を生み出すことができるようになっている。電気器官は筋肉細胞から変化した電気細胞によって組織されている。電気細胞は筋肉細胞と同様に、アクチンタンパク質とデスミンタンパク質の2つのタンパク質から成るが、本来の筋原線維は緻密な構造をとるのに対し、電気細胞は比較的緩い組織構造から成っている。筋肉細胞の場合では通常2または3であるのに対し、電気細胞は5つの異なる形態のデスミンを持っているが、電気細胞におけるデスミンの機能は2017年に詳細が明らかにされるまで不明とされていた。
デンキウナギの発電を担うイオンチャンネルの一つであるカリウムチャンネルタンパク質には、KCNA1、KCNH6、KCNJ12などがあるが、デンキウナギの電気器官を構成する3つの器官の間で、その分布量は異なる。これらのタンパク質のうちの大部分は、主器官に最も豊富に存在する一方、KCNH6に関してはサックス器官に最も豊富に存在する。また、カルモジュリンは電気器官の中でカルシウムイオンの量の制御を担うタンパク質で、主器官やハンター器官に豊富に含まれる。カルモジュリンとカルシウムは発電を担う電位依存性ナトリウムチャネルの調節を助けるはたらきをする。さらに、これらの電気器官には、細胞膜内外に電位差を生じさせる役割を担うイオンポンプであるナトリウムポンプも豊富に存在する。
デンキウナギの発電力は電気魚中最強で、主器官からは最大600ボルトが放電される。シビレエイ目のような海洋性電気魚ははるかに低い電圧でも強い電流を与えられるのに対し、デンキウナギが生息するような淡水は、電気抵抗が大きく、他の動物に強いショックを与えるためには相当の電圧が必要なのである。デンキウナギは約500ヘルツほどの速さで非常に急速に強力な放電を行うことができる一方、各ショックは1回あたり約2ミリ秒しか続かない。デンキウナギは主器官に1つ当たり約0.15ボルトの電圧を発生させる電気細胞を6000個ほど直列に配列させ、更に胴体にそれを横に35個ほど並列させることによって、高い電圧の電気を生じさせている。一つ一つのショックはわずかな時間しか続かないながらも、1時間の間は電力の低下を起こさずにこれを150回継続させることができる。このような高電圧、高周波のパルスを生じさせる能力は、動きの素早い動物を捉えるのにも役立っている。各パルスの総電流は1アンペアに達することもある。

海洋性電気魚は電気細胞を並列に並べて弱い電圧を生じさせても強い電流を与えられるのに対し、淡水性電気魚は電気細胞を直列に並べて強い電圧を生じさせなければ強い電流を与えることができない。

デンキウナギは3種類の発電器官が発達しているのにもかかわらず、放電タイプには電気定位と獲物へのショックとの2種類しかない理由は不明とされていた。2021年、Jun Xuらの研究チームは、ハンター器官が38.5から56.5ボルトほどの中程度の電圧で第3のタイプの放電を行うとした。Xuらによれば、この放電は、サックス器官が弱い電流で電気定位を行った後、主器官が強い放電で獲物に電気ショックを与える前の2ミリ秒未満の間に、1度だけ行われることが観察されたという。Xuらは、この中程度の放電は獲物に電気ショックを与えるのには使われるのではなく、むしろデンキウナギの体内における電荷バランスを調整する役割を担っているのではないかと考察した上で、さらなる研究が必要だとした。
デンキウナギが獲物を認識すると、脳は電気器官に電気信号を送る。神経細胞は電気細胞に対し神経伝達物質アセチルコリンを放出し、放電を促す。すると電気細胞の細胞膜にあるイオンチャンネルが開き、ナトリウムイオンが細胞内に侵入し、細胞内外の極性が一時的に逆転する。その後また別のタイプのイオンチャンネルから今度はカリウムイオンが細胞外に流出することで、放電が完了する。細胞の内と外に電位差を急速に生じさせることによって電流が生まれ、さらに電気細胞が直列に重ね合わせられることによって、適確な電圧の電気を生み出される。
電気器官のうち、サックス器官は電気定位に用いられ、電圧10ボルト、周波数25ヘルツで放電を行う。それに対し、主器官は、ハンター器官の助けを受けながら、狩りや捕食回避などのために相手に強い電気ショックを与える役割を担っている。
電気ショックの範囲は周囲半径1メートルに及ぶ。また、デンキウナギは捕食の際に、胴体を丸めて獲物と2点で接触することによって、より集中的に電気ショックを与え、獲物を気絶させることができるようにすることがある。電気ショックを獲物に与えることによって、獲物の神経系と筋肉のはたらきを阻害し、獲物の逃走を防いだり、獲物がその場から動かないようにしたりできるとされているが、これには異論もある。さらに、捕食回避の点においても電気ショックは有用で、水中の他の魚やカメやワニなどの大型の爬虫類に対して役目を果たす他、デンキウナギが、脅威を感じた動物に対して、水上に飛び跳ねて感電させる様子が観察されたこともある。この電気ショックは、馬のような大きな動物ですら感電死させるほどの強さである一方、人間が感電死することは無いとされている。

## 生活史
デンキウナギの繁殖期は9月から12月頃までの乾季である。この間、水位が下がった河川、湖沼などでオスとメスのつがいを観察することができる。オスは自分の唾液を用いて巣を形成し、メスは受精のために1200個ほどの卵を産む。メスが産んだ卵は7日後に孵化する。メスは繁殖期を通じて定期的に産卵をする。孵化した稚魚は体長が15ミリメートルほどに達する頃には卵内の栄養を消費し終え、9センチメートルほどに達すると他の餌を摂り始める。
デンキウナギの若魚は、魚など大きな餌を摂るまでは淡水性のエビ類を食っている。また、成魚と比べて周辺の同種の他個体に対して攻撃的であるとされる。
デンキウナギ属の魚は性的二形を持つ。オスはメスより大きく、体長1.2メートルほどで成魚になるのに対し、メスは70センチメートルで成魚になる。親魚は4か月ほど稚魚の世話をする。一方、急峻な河川に生息するE. electricusとE. voltaiの稚魚は、そこまで親魚に守られることはないとされる。また、オスは稚魚と巣の両方を守る役割を担っている。デンキウナギの寿命は長く、20年以上生きた個体が捕獲されたこともある。
繁殖の際、デンキウナギはサックス器官による弱い放電を使用したコミュニケーションを行う。オスはメスと比べて遠距離まで届く規則正しい周波のパルスを用いて自身の位置を伝え、メスは応答する。近距離までしか届かないメスのパルスがオスに聞こえることは、オスにとって自分を受け入れるメスが近くにいることを意味する。
デンキウナギは生育するにつれ、背骨の椎骨が徐々に増えていく。デンキウナギの電気器官のうち、主器官が最初に発達する器官で、次にサックス器官、そして最後にハンター器官が発達する。体長が23センチメートルに達するまでには、全ての電気器官の分化が開始される。体長が7センチメートルほどの小さな段階でも、デンキウナギは放電を行うことができる。

## 人間との関わり

### 研究史
フランス領ギアナのフランス軍外科医であったベルトラン・バジョンと、リバープレート盆地のイエズス会員であったラモン・M・テルマイヤーは、1760年代に最初にデンキウナギの放電に関する実験を行った。また、1775年には、ジョン・ウォルシュによってシビレエイの研究が行われていた。そして両方の魚について解剖・調査を行った外科医のジョン・ハンターは、王立協会に対して、デンキウナギを解剖・観察した結果として「Gymnotus Electricusは……見た目は非常にウナギに似ている。……しかし実のところはウナギ特有の性質は一切持ち合わせていない。」と報告している。さらに、デンキウナギは「大小2つの［電気］器官［主器官とハンター器官］を、両サイドに1つずつ」有しており、「恐らく体の［体積の］3分の1以上」をこれらの器官がしめているだろうとした。また、ハンターは、電気細胞の集積である電気器官の構造を「非常に単純かつ規則的で、隔膜とそれらが交差してできる内側の部分とで構成されている」と説明した。加えてハンターは、電気細胞1個当たりの厚さが、主器官においては約17分の1インチ（1.5ミリメートル）、ハンター器官においては約56分の1インチ（0.45ミリメートル）であることも測定した。

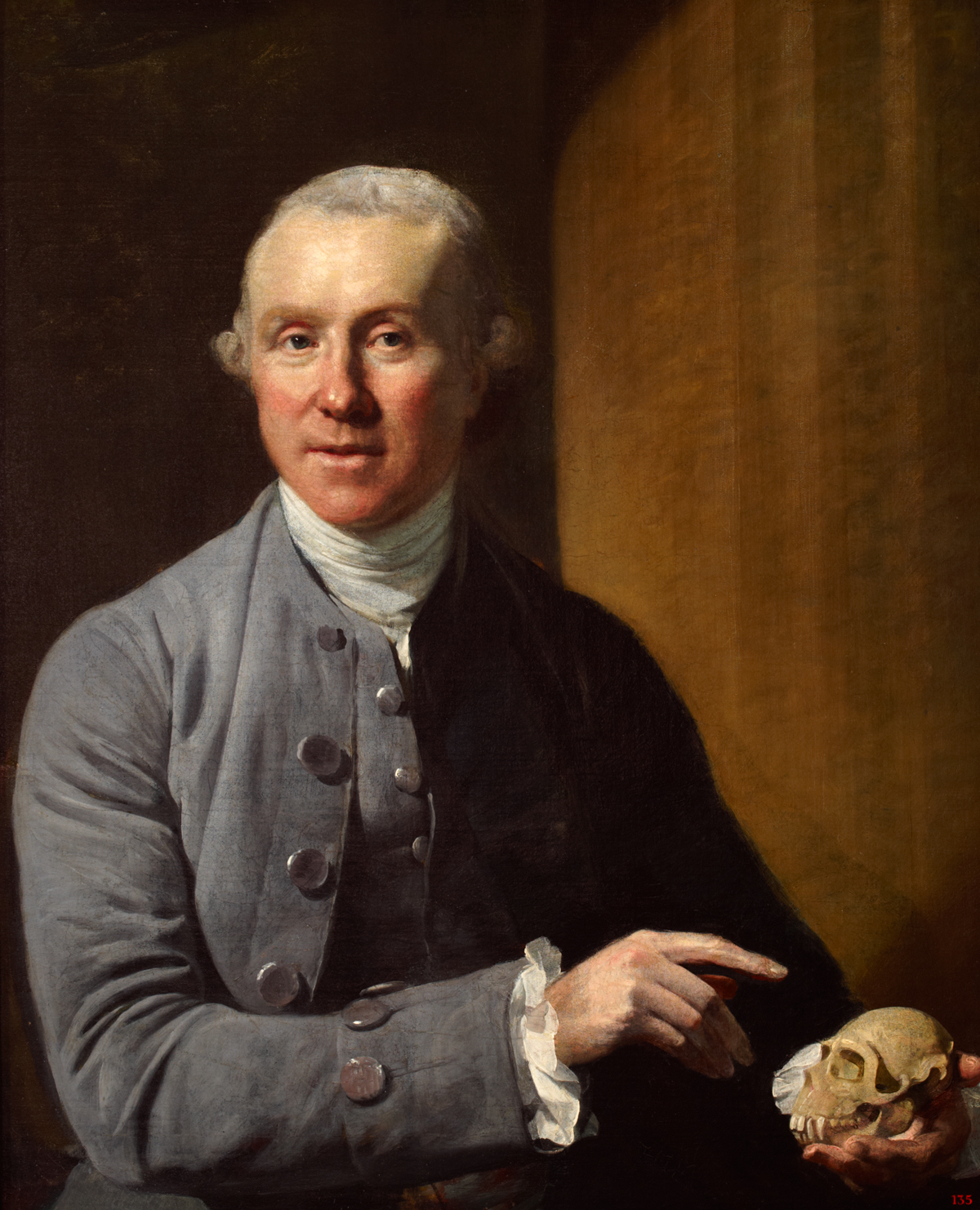
デンキウナギの解剖を行った外科医ジョン・ハンター
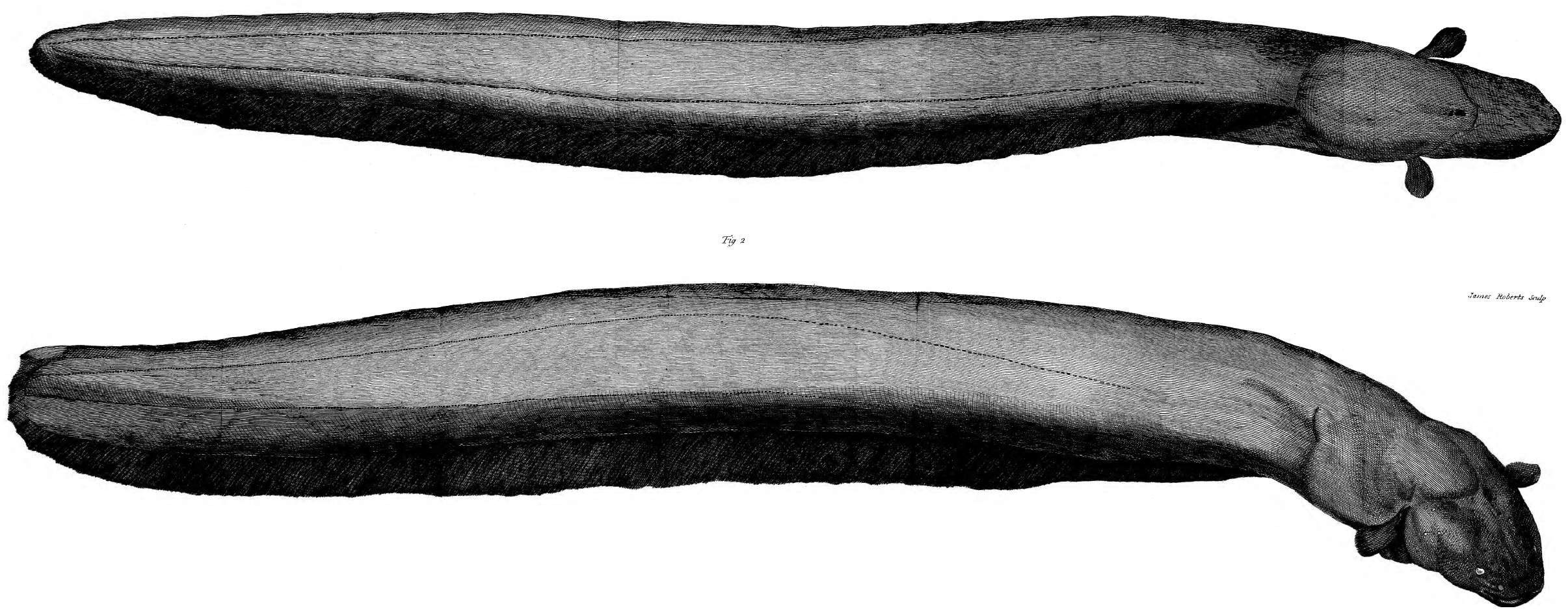
ハンターの描いたデンキウナギの図解（腹側、および背側より）。ハンターは図解に報告書の4ページを割いた[4]。
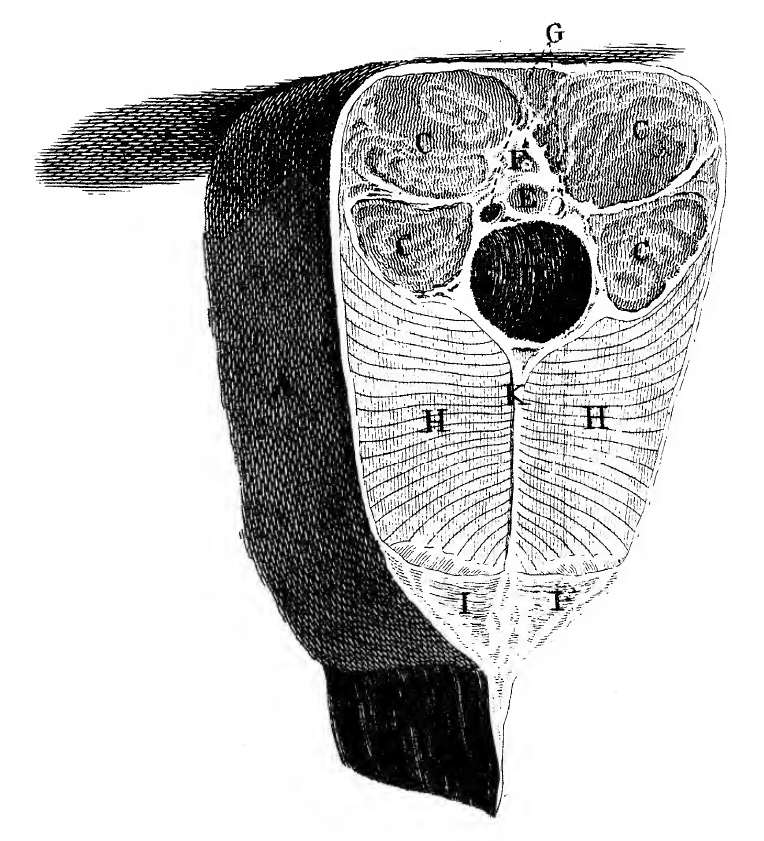
断面図：C - 背筋、H - 主器官、I - ハンター器官
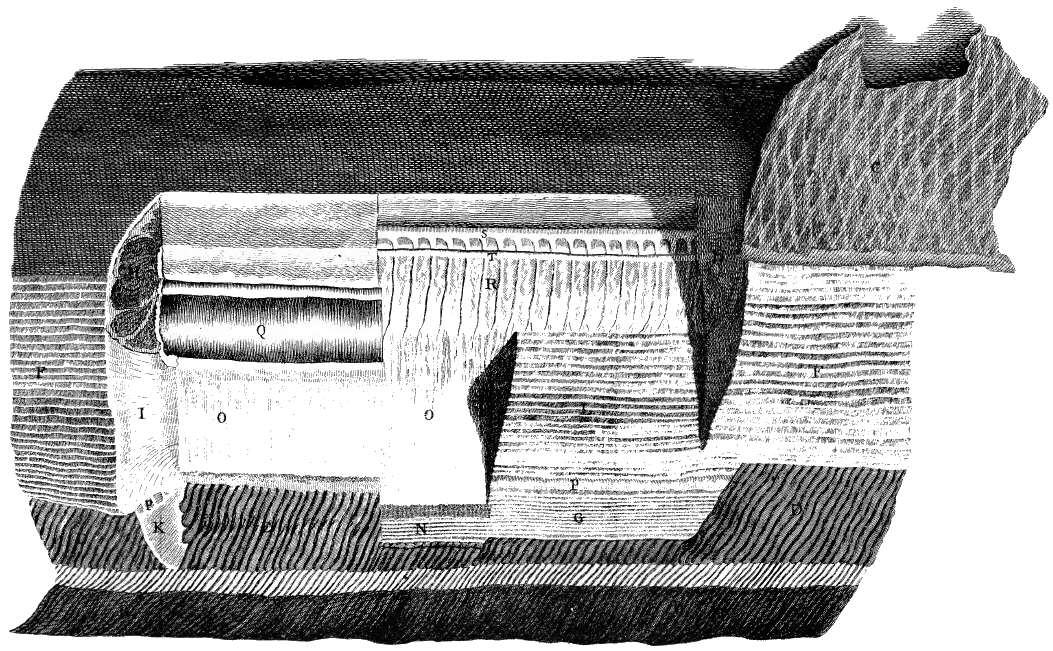
体内の電気器官を解剖した図。図右側、皮膚をめくるとハンター器官の上部に主器官があることが分かる。

同じく1775年、ハンターの共同研究者で、米国の医師・政治家であったヒュー・ウィリアムソンも「デンキウナギ、Gymnotus Electricusの実験と観察」と題した論文を王立協会にて発表した。論文の記述によれば、ウィリアムソンが行った実験のうちの一つは「（ウィリアムソンが以前の実験で）デンキウナギに触れた時と同じ程度の放電で、デンキウナギは魚を感電死させるのかどうかを調べるために、ウナギから少し離れた水の中に手を入れ」、「別のナマズを水中に投げ込む」という内容のもので、その結果、「ウナギがナマズに近づいていき、……電気ショックを与えると、ナマズは腹をひっくり返したまま動かなくなると同時に、（水中に手を入れていたウィリアムソンは、前の）実験の時と同じような感覚を指の関節に受けた」という。さらに、「ウナギから離れた水中に手を入れる代わりに、（ウィリアムソンは）ウナギを刺激しないようにその尾に触れ、助手は粗雑にウナギの頭に触れた結果、両者とも相当量のショックを受けた」という。
ウィリアムソン、ウォルシュ、ハンターらによるデンキウナギの研究は、後のルイージ・ガルバーニやアレッサンドロ・ボルタらの考え方に影響を与えていくこととなる。後にガルバーニは電気生理学を創始して、カエルの足の痙攣と電気との関係に関する「ガルバーニの発見」をすることに、ボルタは電気化学を創始して、電池の発明をすることになるのである。
1800年、探検家のアレクサンダー・フォン・フンボルトは、先住民のグループが馬を追い立ててデンキウナギ漁をするところを目撃した。馬たちが追い立てられて水たまりの中に進入したところ、馬の蹄の振動で刺激された全長最大1.5メートルほどの魚が水面の上へ飛び上がり、馬に対して電気ショックを与えた結果、2頭の馬が気絶し、そのまま溺死していった。馬にショックを与えたデンキウナギが、電力と体力を回復させるために水たまりの岸までぎこちなく泳いでくると、先住民たちは縄を括りつけた銛を使って容易にこれを捕獲した。先住民らはデンキウナギが与える電気ショックを恐れているために、通常の方法ではこれを捕獲しようとはせず、また電気器官の部位を食べようとはしないことを、フンボルトは記録している。このフンボルトの記録は長らく科学的証拠をもって裏付けられることは無かったが、2016年に米国の生物学者ケニス・カタニアが再現実験を行い、デンキウナギが水上から飛び跳ねて敵に対して電気ショックを与えようとする習性を持っていることが明らかにされた。
1839年、化学者のマイケル・ファラデーは、スリナムから輸入されたデンキウナギの電気的特性を広く調べる様々な実験を行った。ファラデーは4か月間かけて、銅製のパドルとサドルを用いて標本を調べ、デンキウナギが生成する電流の測定をした。この実験により、ファラデーはデンキウナギに流れる電流の向きと大きさを定量化することに成功し、検流計で偏位を測定することで、デンキウナギが起こすショックが電気的なものであることを証明した。また彼は、デンキウナギが獲物に巻き付くことで、獲物の魚を「コイルの芯」に相当する位置に置き、与えるショックを増大させていることも観察した。彼はデンキウナギが放電する電荷を「両面を2万3000平方センチメートルのガラスで覆ったライデン瓶15個に満タンまで溜め込んだ電気の量」に例えている。
ドイツの動物学者カール・サックスは、デンキウナギ研究のため生理学者エミール・デュ・ボア＝レーモンによって南米に派遣された。サックスは検流計と電極を用意して魚の放電量を測定し、またゴム手袋を付けることによって魚の電気ショックを受けずにデンキウナギを捕獲することに成功したため、現地の住民を驚かせることとなった。1877年、サックスはこんにちサックス器官と呼ばれているもう一つの電気器官の発見を含む研究成果を発表した。

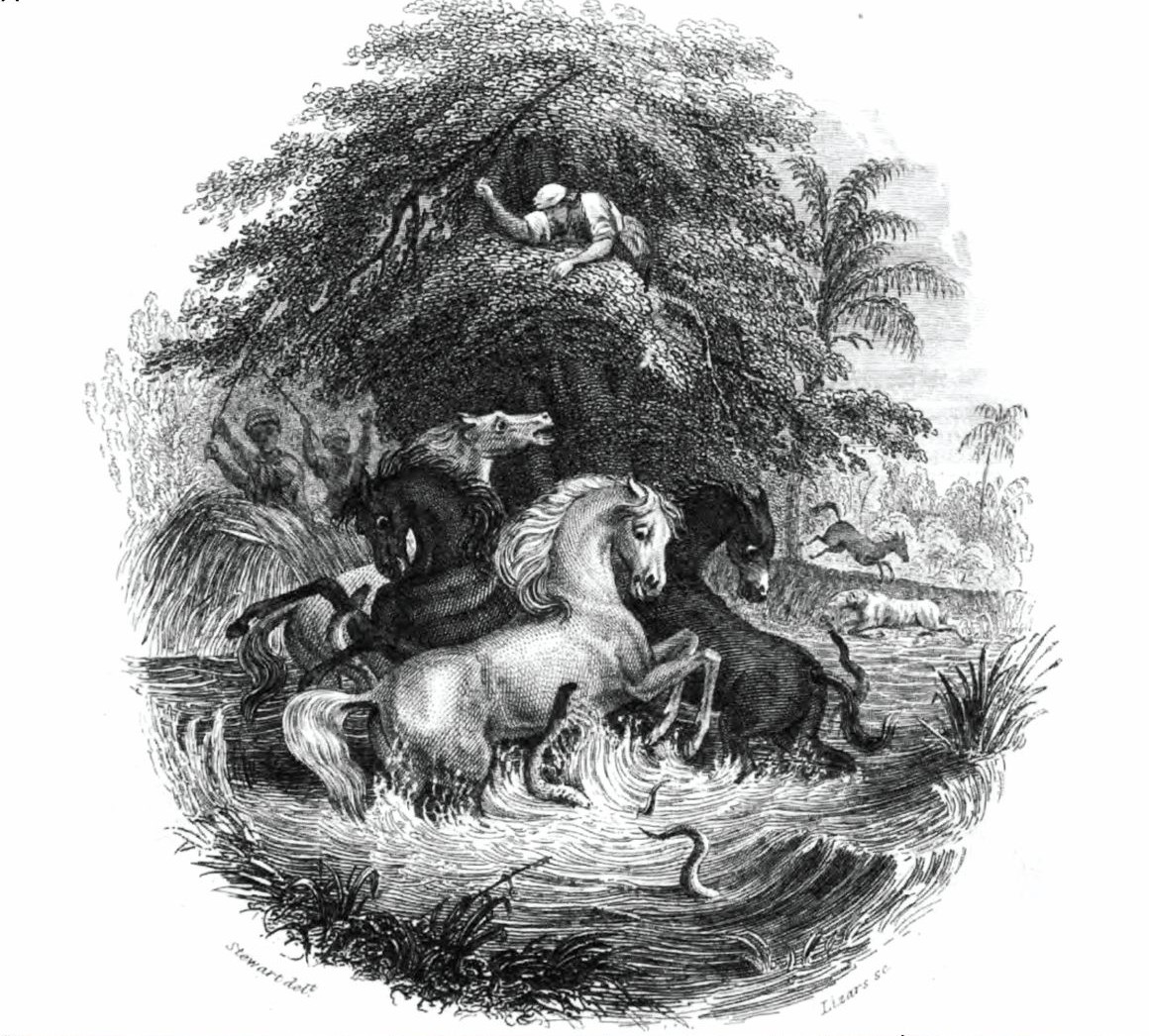
アレクサンダー・フォン・フンボルトが1859年に自著『Journey to the Equinoctial Regions of the New Continent』で語った、1800年に目撃した先住民による馬の群れを使用したデンキウナギ漁を描いたイラスト[63]。原画：ジェームズ・ホープ・スチュワート（英語版）、版画：ウィリアム・ホーム・リザーズ（英語版）。
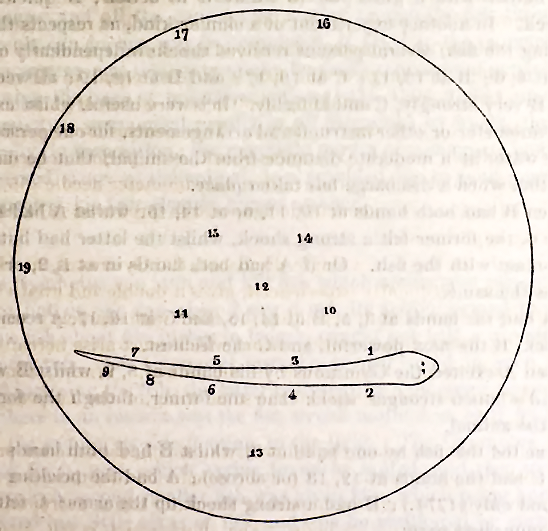
マイケル・ファラデーが1838年に行った実験の配置図。円形の木製の桶の中にデンキウナギがいる。ファラデーは、図中の地点1と地点8、つまり魚の頭部と尾に当たるところに両手、もしくは銅製のパドルを入れた時に、最も強いショックを受けたという[66]。
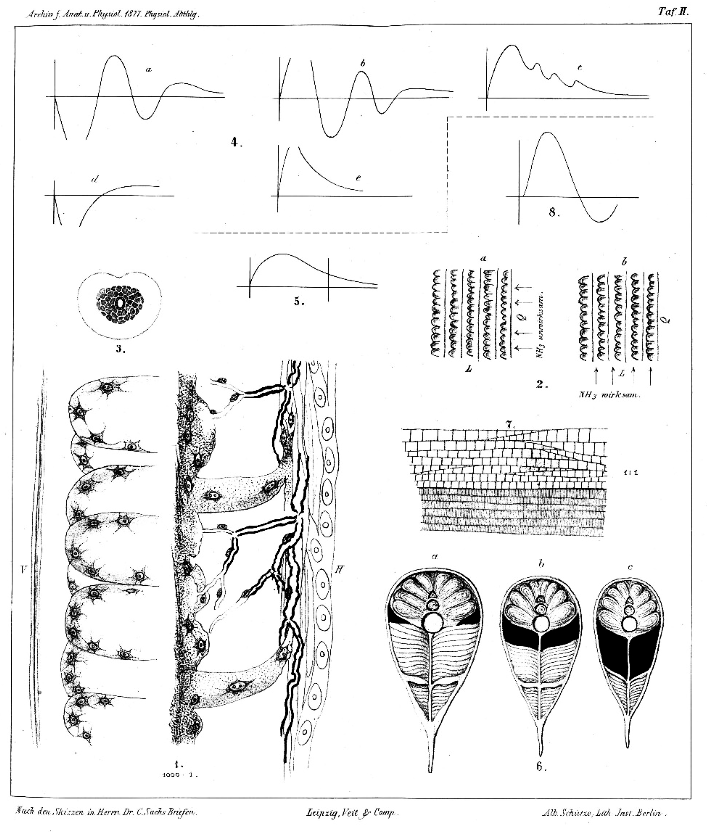
サックス器官（図中6番）および放電パターンのいくつか（図中4、5、8番）を記したサックスによるスケッチ図。

### 電気細胞の人工製作
デンキウナギは電気器官の中に大量の電気細胞を有しているため、研究者らは細胞の中に含まれる電位依存性ナトリウムチャネルについて詳細にこれを研究することができた。このイオンチャネル自体は、デンキウナギに限らず多くの生物が有しており、主に筋肉の収縮など重要なはたらきを担っている一方で、各個体に含まれるチャネルの量は微量であったため、デンキウナギ以外では研究は困難であった。2008年、Jian Xuとデビッド・ラバンは、デンキウナギの電気細胞のはたらきを人工的に再現した人工細胞を設計した。この人工細胞にはナノスケールで計算・選別された導体が用いられており、電気細胞と同様にイオン輸送体が含まれ、電力密度が高く、より効率的にエネルギーの変換を行うことができるようになっているという。Xuとラバンらは、この人工電気細胞が、人工網膜などのような医療用インプラントの開発において、その電源として利用できるのではないかという可能性を示唆している。彼らは、これらの研究は、「電気密度とエネルギー変換効率との双方を向上させるような電気細胞の設計の変更を計画した」ものだとコメントしている。2009年、彼らは鉛蓄電池の約20分の1の電気密度と10パーセントほどのエネルギー変換効率を持つ人工細胞を制作した。
2016年、Hao Sunらの研究チームは、デンキウナギの細胞の仕組みを応用して、高電圧の化学コンデンサとして機能する次世代型のデバイスを考案した。考案されたデバイスは、織物にも編み込めるような順応性のある繊維で作られており、Sunらはこの種のデバイスが電子時計や発光ダイオードのような電気製品の電源として利用できる可能性を示唆している。

## ギャラリー

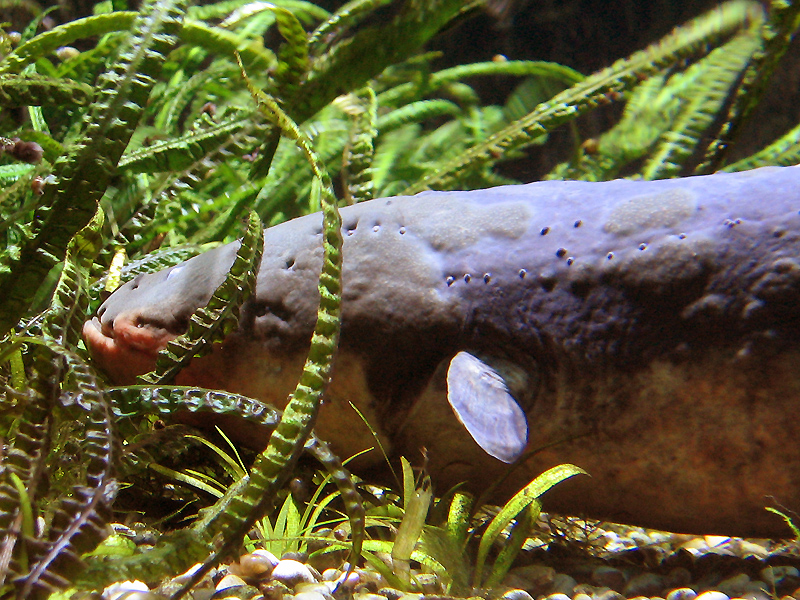
成魚（140cm）
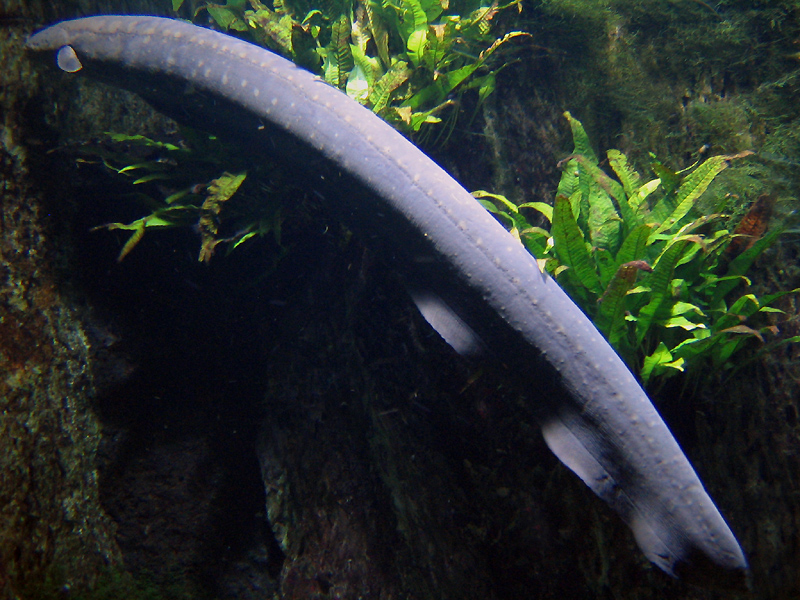
ミュンヘンの水族館にて撮影
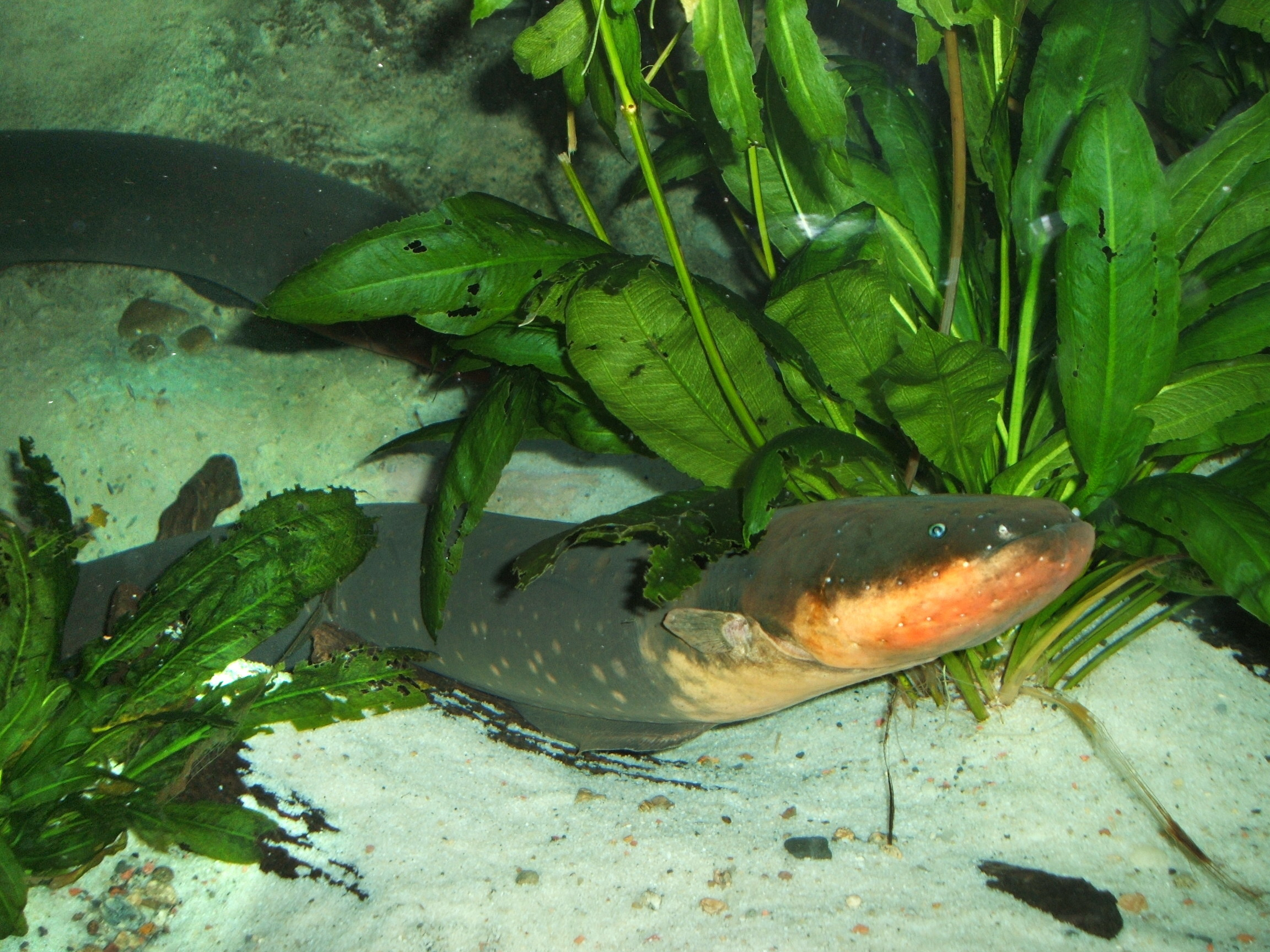
ボストンの水族館にて撮影
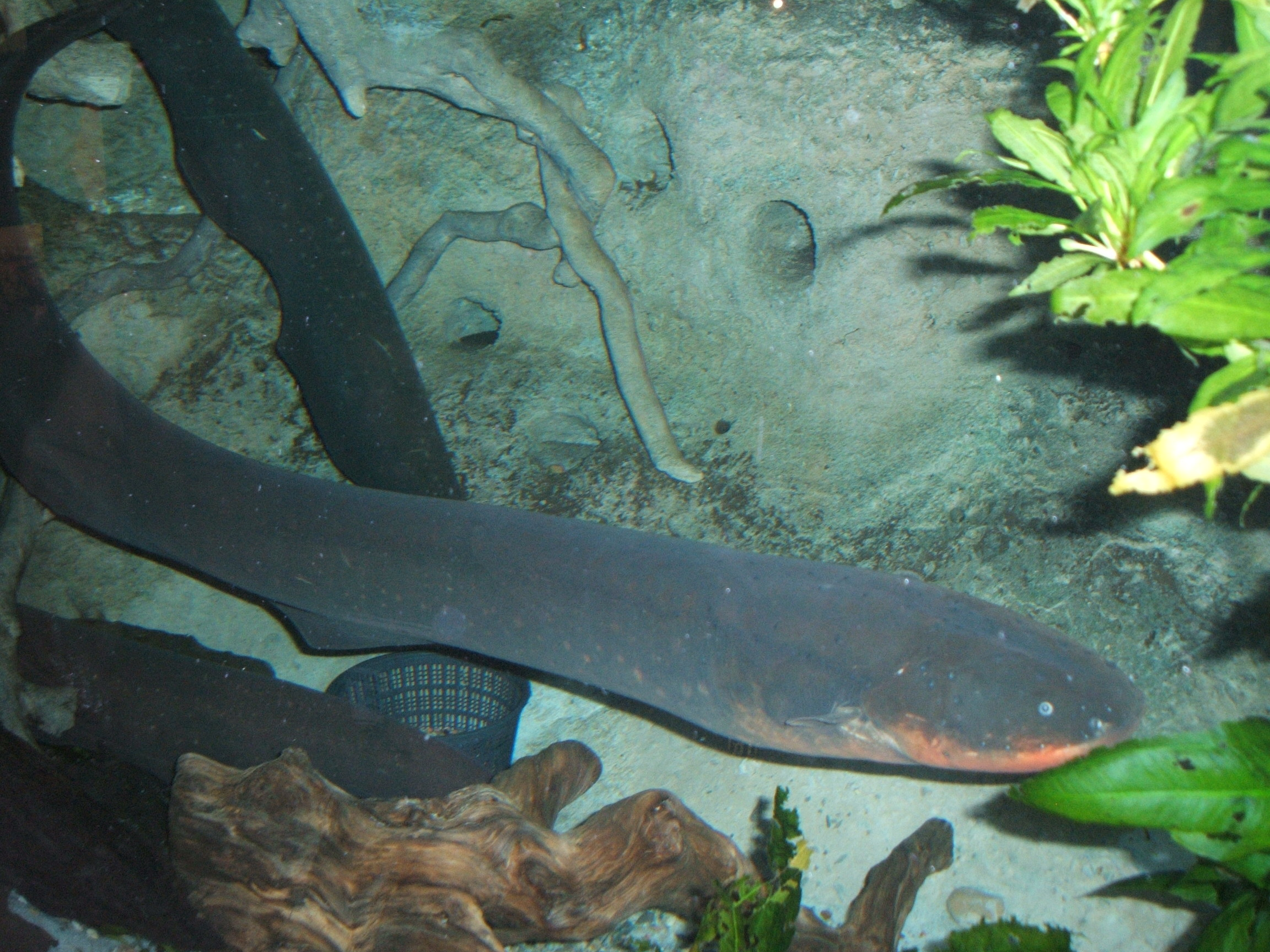
ボストンの水族館にて撮影